# Société des designers graphiques du Québec
 (janvier 2023).

Ancien logo de la SDGQ

La Société des designers graphiques du Québec (SDGQ), créée en 1972, est une organisation professionnelle qui fait la promotion du graphisme au Québec et qui contribue à favoriser le développement professionnel et économique de ses membres.
La SDGQ croit que les designers graphiques québécois doivent relever les défis suivants :
- Démystifier la profession et préciser leur contribution à la société.
- Sortir de l’ombre, c’est-à-dire se faire connaître et reconnaître.
- Faire évoluer la profession au profit des membres, de leurs clients et du grand public.

Promouvoir le design graphique
- en établissant des partenariats avec des organismes du milieu tels que l’Institut de Design de Montréal (IDM), la Société des designers graphiques du Canada (GDC), ICOGRADA, ainsi que les collèges et universités où cette discipline est enseignée;
- en organisant ou supervisant des concours qui célèbrent l’excellence et qui font reconnaître les réussites de nos membres;
- en entretenant des liens avec les médias et avec la communauté.
- en contribuant au Design au Québec

Contribuer à l’avancement du design graphique
- en identifiant clairement les champs d’intervention du designer graphique;
- en faisant évoluer la relation client-designer;
- en entretenant des liens étroits avec les professionnels d’autres disciplines;
- en représentant nos membres auprès des institutions gouvernementales et du milieu de l’éducation;
- en élargissant notre rayonnement international;
- en évaluant l’impact communicationnel du design;
- en prenant position face aux enjeux qui nous concernent.

Contribuer au développement professionnel et économique des membres
- en favorisant la formation par la diffusion d’information au moyen de publications, de conférences, de forums d’échange, etc.
- en tissant des liens durables entre les membres;
- en proposant des outils normatifs, tel un code de déontologie qui répondent aux intérêts des membres et qui permettent de mieux servir leurs clients et le public en général.